# Зайдель, Макс фон
Макс фон Зайдель (нем. Max von Seydel; 7 сентября 1846, Гермерсхайм — 23 апреля 1901, Мюнхен) — немецкий правовед, поэт и переводчик.

## Биография
Макс фон Зайдель, сын Вильгельма фон Зайделя, коменданта крепости Гермерсхайм, родился в этом городе в 1846 году. В 1855 году перебрался с семьёй в Мюнхен, где в 1864 году окончил гимназию. Продолжил образование в Мюнхенском и Вюрцбургском университетах, в 1769 году получив степень по римскому праву.
Сдав в 1872 году экзамен на чин асессора, фон Зайдель работал до 1881 года в министерствах культуры и внутренних дел королевства Бавария. С 1873 года также преподавал военное и международное право в Баварской военной академии, а с 1879 года служил в администрации Баварского статистического бюро. В 1881 году назначен профессором права (без хабилитации) в Мюнхене (продолжал преподавать до 1899 года). С 1881 года соредактор Георга Хирта по журналу Annalen des Deutschen Reichs, с 1895 года редактор Blätter für administrative Praxis. Был консультантом в споре о престолонаследии дома Липпе.

## Творчество
Уже в 1872 году фон Зайдель выдвинул правовую доктрину создающейся Германской империи как конституционного союза суверенных княжеств, не имеющих, однако, права на самостоятельный выход из него. Эта идея, опубликованная в работе «Комментарий о конституционной хартии Германской империи», не нашла своего воплощения в империи Бисмарка, но достаточно близка к принципам современного права Европейского союза. В 1873 году в работе «Основы общей теории государства» Зайдель изложил идеи «естественного» государства, где источником права является монарх, но при этом он, в отличие от абсолютистской доктрины Гоббса, утверждал право общества на восстание против тиранической власти. Образ правового мышления Зайделя был чужд современной ему Германской империи, но позже был принят на вооружение в демократической Германии, в частности, правоведом Гансом Навиаски, и нашёл своё отражение в баварской конституции 1946 года и принципах работы баварского Сената до его роспуска в 1999 году. Влияние Зайделя в то же время заметно и в «Политической теологии» Карла Шмитта.
Наиболее известной научной работой Зайделя является монументальное «Конституционное право Баварии», семь томов которого увидели свет между 1884 и 1894 годами. В этом труде полностью освещены не только собственно конституционное право королевства Бавария, но также и административное, финансовое, публичное церковное, законы, связанные с образованием и военным делом. Все отрасли права представлены в историческом контексте, создавая широкую панораму развития закона в Баварии до конца XIX века.
Помимо работ в области права, Зайдель под псевдонимом «Макс Шлирбах» (нем. Max Schlierbach) публиковал стихи и переводы, в том числе сборники «Стихотворения» (нем. Gedichte; Берлин, 1872) и «Новые стихотворения» (нем. Neue Gedichte; Берлин, 1880), а также перевод Лукреция (Мюнхен, 1881).